# Cytosol
| Celbiologie |
| De dierlijke cel |
| --- |
| Animal Cell |
| Componenten van een dierlijke cel: 1. Nucleolus 2. Celkern 3. Ribosoom (blauwe puntjes) 4. Vesikel 5. Ruw endoplasmatisch reticulum 6. Golgicomplex 7. Cytoskelet 8. Glad endoplasmatisch reticulum 9. Mitochondrion 10. Vacuole 11. Cytosol 12. Lysosoom 13. Centrosoom 14. Celmembraan |
| Portaal Biologie |

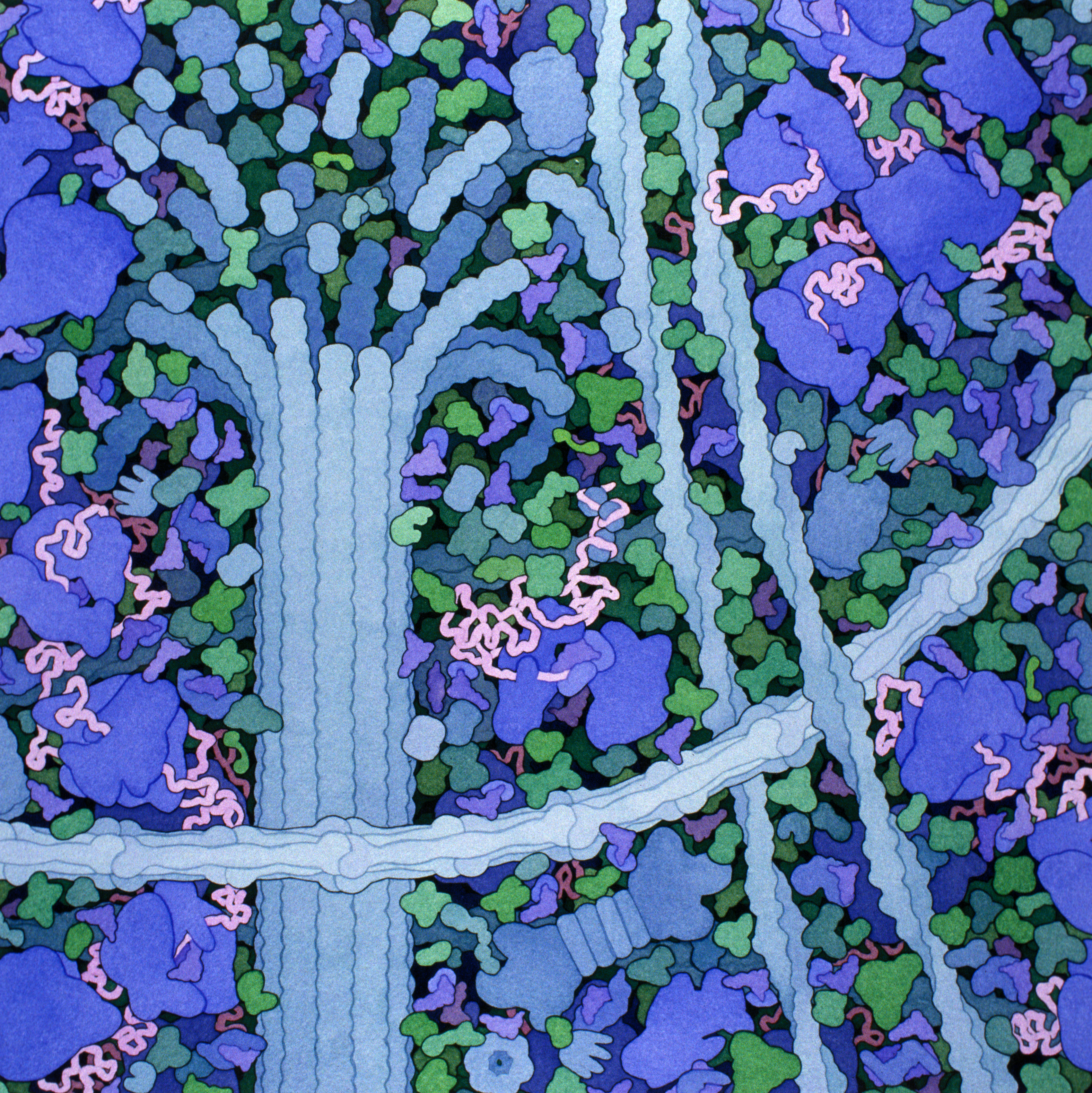
Illustratie van het cytosol door biochemicus David Goodsell. Zichtbaar is een microtubulus die versnippert, een intermediair filament en twee microfilamenten. De grote paarse moleculen zijn ribosomen, bezig met de aanmaak van polypeptiden uit aminozuren.

Het cytosol, ook wel intracellulaire vloeistof genoemd, is de waterige grondvloeistof van een levende cel. In het cytosol bevinden zich opgeloste ionen, eiwitten, metabolieten en andere organische moleculen die nodig zijn voor de structuur en de fysiologie van de cel.
Het cytosol maakt deel uit van het cytoplasma, waartoe ook de verschillende organellen, zoals het cytoskelet behoren. Het cytosol is dus een vloeibare matrix, waarin de organellen zijn ingebed; cytoplasma verwijst naar de hele celinhoud: het cytosol plus de organellen, exclusief de celkern. In de prokaryote cel vinden vrijwel alle stofwisselingsreacties plaats in het cytosol. Bij eukaryote cellen – de cellen van planten, dieren en schimmels – vinden stofwisselingsreacties plaats in zowel het cytosol, bijvoorbeeld de glycolyse, als binnen de organellen, bijvoorbeeld de citroenzuurcyclus in de mitochondriën.
Het cytosol is een complex mengsel van opgeloste organische stoffen. Water is het hoofdbestanddeel van het cytosol. De concentraties van ionen, zoals natrium en kalium, zijn in het cytosol anders dan in de extracellulaire vloeistof. Dit verschil in concentratie is van belang bij verschillende processen, waaronder osmoregulatie, signaaltransductie en het genereren van een membraanpotentiaal.

## Naam en definitie
De term 'cytosol' werd voor het eerst gebruikt door H. A. Lardy in 1965 en verwees aanvankelijk naar de oplossing die vrijkwam als men cellen door middel van ultracentrifugatie openbreekt.
In de moderne biologie verwijst de term cytosol naar het vloeibare gedeelte van het cytoplasma van een intacte cel. Met andere woorden, het cytosol is het nutriëntrijke, waterige deel van het cytoplasma dat zich tussen de organellen en andere celcomponenten bevindt. Voordat de term cytosol was ingeburgerd werden andere namen gebruikt, waaronder hyaloplasma.

## Samenstelling
Het cytosol bestaat hoofdzakelijk uit water, met daarin opgeloste ionen, kleine moleculen en vele grotere wateroplosbare macromoleculen, zoals eiwitten. Veruit de meeste moleculen in het cytosol hebben een molecuulmassa van minder dan 300 Da. Dit mengsel van kleine moleculen is buitengewoon complex: de verscheidenheid aan moleculen die alleen al betrokken zijn bij het metabolisme (alle metabolieten) is gigantisch. Een doorsnee plantencel is bijvoorbeeld in staat om meer dan 200.000 verschillende metabolieten te vormen.

### Water
De belangrijkste component van het cytosol is water: bij de meeste cellen is het aandeel water circa 70% van het totale celvolume. De pH van de intracellulaire vloeistof wordt constant gehouden rond de 7,4 (licht-basisch). De viscositeit van het cytosol komt overeen met dat van zuiver water. De diffusiesnelheid van kleine moleculen door het cytosol is echter ongeveer vier keer zo traag als in zuiver water, als gevolg van onderlinge botsingen met macromoleculen. Het belang van water voor celfysiologie is veel onderzocht in dierlijke cellen; een vermindering van 20% water remde het metabolisme al aanzienlijk, en bij een vermindering van 70% stopte alle stofwisselingsactiviteit compleet.

### Ionen
| Ion         | Concentratie (mM) | Concentratie (mM) |
| Ion         | Cytosol           | Bloedplasma       |
| ----------- | ----------------- | ----------------- |
| Kalium      | 139–150           | 4                 |
| Natrium     | 12                | 145               |
| Chloride    | 4                 | 116               |
| Bicarbonaat | 12                | 29                |
| Eiwitten    | 138               | 9                 |
| Magnesium   | 0,8               | 1,5               |
| Calcium     | < 0,0002          | 1,8               |

De concentraties van ionen in het cytosol verschillen aanzienlijk van die in de extracellulaire vloeistof. Het cytosol bevat dan ook veel grotere hoeveelheden geladen macromoleculen zoals eiwitten en nucleïnezuren. In de tabel hiernaast staan de concentraties van de belangrijkste ionen binnen en buiten een zoogdiercel weergegeven.
In tegenstelling tot de extracellulaire vloeistof heeft het cytosol een hoge concentratie kaliumionen en een lage concentratie natriumionen. Dit concentratieverschil is cruciaal voor osmoregulatie: als de ionenniveaus binnen een cel hetzelfde waren als daarbuiten, zou er constant water naar binnen diffunderen (osmose), aangezien de concentratie macromoleculen binnen cellen hoger is dan buiten. Het concentratieverschil van kalium en natrium wordt gehandhaafd door natrium-kaliumpompen. Een uitstroom van chloride-ionen compenseert het osmotisch effect voor de hoge concentratie macromoleculen in de cel.
Door de lage concentratie van calcium in het cytosol kunnen calciumionen gebruikt worden als second messenger in signaaltransductie. Wanneer een signaal, zoals een hormoon of actiepotentiaal, de cel bereikt, leidt dit tot een reactie in calciumkanalen die in het membraan zijn ingebed. De kanalen springen open, zodat calcium het cytosol binnenstroomt. Deze plotselinge toename van cytosolisch calcium activeert dan andere signaalmoleculen, bijvoorbeeld calmoduline.

### Macromoleculen
Eiwitten zijn de meest abundante macromoleculen in een cel. Alle eiwitten die niet gebonden zijn aan een membraan of het cytoskelet zijn opgelost in het cytosol, en kunnen vrijelijk ronddiffunderen. De concentratie eiwitten in een eukaryotische cel benadert 200 mg/ml, wat overeenkomt met ongeveer 20–30% van het cytosolisch volume. Deze enorme hoeveelheid aan grote moleculen in het cytosol leidt tot een verschijnsel dat macromolecular crowding wordt genoemd.
Bij prokaryoten is het volledige genoom (al het DNA) vrijelijk in het cytosol opgelost. Het DNA is niet uniform over de cel verspreid, maar is geclusterd in een onregelmatige massa die de nucleoïde wordt genoemd. In de nucleoïde komen naast DNA ook eiwitten voor die de transcriptie en replicatie van het bacteriële chromosoom verzorgen. Bij eukaryoten is het genomisch DNA opgeslagen in de celkern, een compartiment dat van het cytosol gescheiden is door het kernmembraan. Transport in en uit de celkern vindt plaats via kernporiën.

## Functie
Het cytosol is het milieu waarin zich veel cellulaire processen afspelen. Een belangrijk voorbeeld is signaaltransductie: ketens van signalen (beurtelingse activatie van wateroplosbare eiwitten) die naar specifieke locaties in de cel worden doorgegeven, zoals naar celkern of organellen. Het cytosol fungeert ook als transportmedium van metabolieten. Dit is relatief eenvoudig voor wateroplosbare moleculen, zoals aminozuren, die snel door het cytosol diffunderen. Hydrofobe moleculen, zoals vetzuren of sterolen, kunnen alleen door het cytosol worden vervoerd als ze gebonden zijn aan transporteiwitten. Moleculen die via endocytose in de cel worden opgenomen, worden door het cytosol in vesikels (blaasjes) getransporteerd. Vesikels zijn kleine lichaampjes van lipiden die door motoreiwitten langs het cytoskelet worden verplaatst.
Het cytosol is daarnaast ook de omgeving waarin stofwisselingsprocessen plaatsvinden. In de cellen van zoogdieren zijn ongeveer de helft van alle eiwitmoleculen gelokaliseerd in het cytosol. De belangrijkste stofwisselingsroutes in zoogdiercellen die in het cytosol verlopen, zijn de biosynthese van eiwitten, de glycolyse en gluconeogenese. De exacte lokalisatie van stofwisselingsroutes varieert tussen organismen. Zo vindt vetzuursynthese bij dieren plaats in het cytosol, bij planten in chloroplasten, en bij Apicomplexa gebeurt het in een speciaal compartiment, de apicomplast.